# Hornbachkette

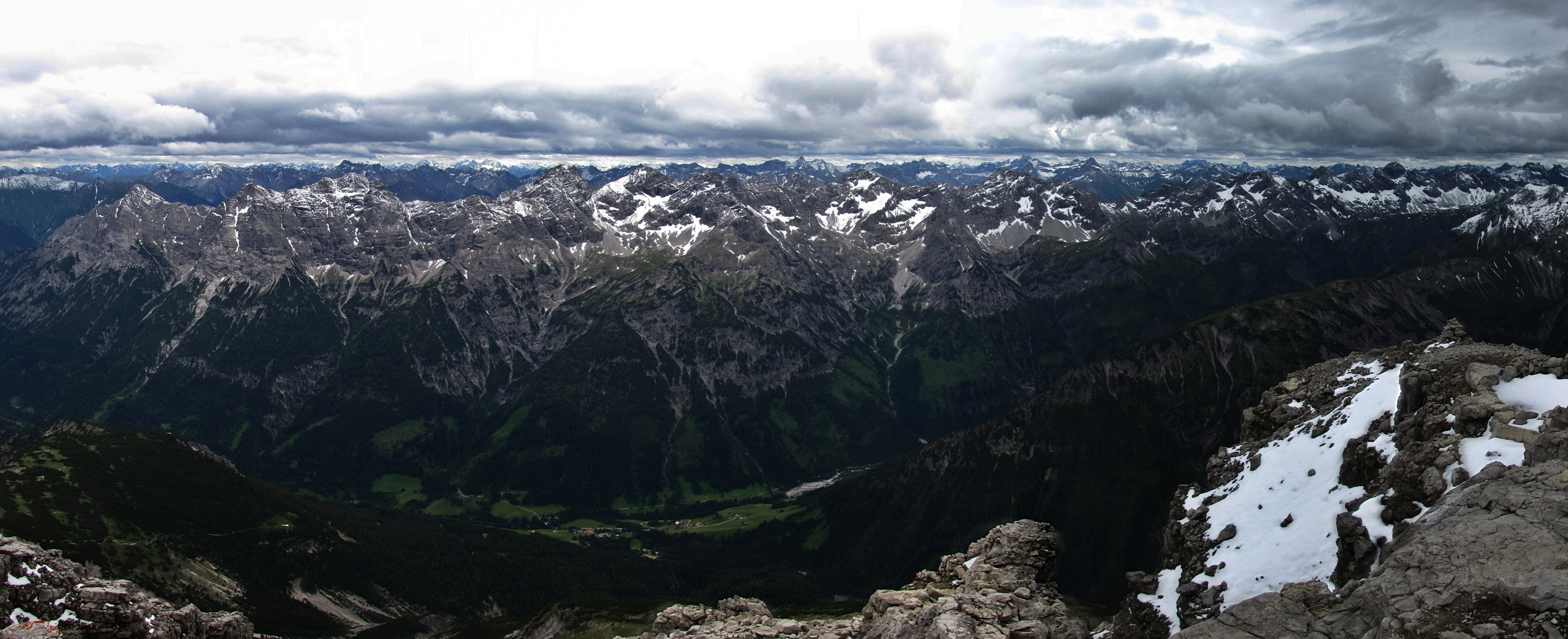
Panorama na Hornbachkette od strony północnej

Hornbachkette – podgrupa pasma Alp Algawskich. Leży w Austrii, w Tyrolu, oraz (w małej części) w Niemczech, w Bawarii.
Najwyższe szczyty:
- Großer Krottenkopf (2656 m),
- Marchspitze (2609 m),
- Bretterspitze (2608 m) ,
- Urbeleskarspitze (2632 m).